# Mickey's Crossword Puzzle Maker
Mickey's Crossword Puzzle Maker  est un jeu vidéo de réflexion édité en 1991 par Walt Disney Computer Software sur Apple II et DOS.